# Pier Paola Bucchi
Pier Paola Bucchi (Roma, 7 aprile 1944) è un'attrice, regista, conduttrice radiofonica e sceneggiatrice italiana.

## Biografia
Sin dai primi anni di vita ha mostrato di possedere una predisposizione per le arti, per cui è stata avviata prima alla Scuola di ballo del Teatro dell'Opera di Roma sino al conseguimento del diploma di prima ballerina e successivamente a quella del Covent Garden di Londra, dove si è diplomata in mimo.
Debutta in Italia nella commedia musicale Enrico '61 di Garinei e Giovannini con Renato Rascel.
Lina Wertmüller la vuole come una delle tre sorelle (Luisa) ne Il giornalino di Gian Burrasca.
Numerosi sono i ruoli interpretati negli anni a seguire, sia in televisione (Maigret, Nero Wolfe) che in teatro, con la compagnia Morelli-Stoppa.
I registi approfittando della sua fisicità le assegnano vari tipi di ruoli dal drammatico, come ne Il lutto si addice ad Elettra di Eugene O'Neill, al cantastorie giullare nei film ispirati al Decamerone. Federico Fellini le affida un ruolo come mimo nel Fellini Satyricon. Nella stagione teatrale 1974/75 interpreta in un recital dal titolo Ah, l'amore, un'antologia di otto figure femminili tratte da autori come Oscar Wilde, De Rojas, Ettore Petrolini, Seneca e altri, nel quale «offre un saggio di poliedrica espressività».
Nel 1976 arriva in radio e inizia una nuova carriera come autrice, regista e interprete di vari programmi, sia comici che drammatici. Con Fernanda Pivano scrive uno sceneggiato in dieci puntate sulla vita di Zelda Fitzgerald (1985).  Come autrice e regista realizza per la Rai numerosi cortometraggi per alcune trasmissioni contenitore come Giorno di festa e Lo Zibaldone. 
Nel 1979 torna in teatro come autrice, attrice e regista della Medea in vari anfiteatri estivi.
Scrive sceneggiature per la TV e dal 1987 al 1994 collabora con il regista Luciano Emmer, con il quale aveva già girato nel 1965/66 un Carosello per la Nestlé con Valeria Valeri. 
Dal 2002 al 2009 è interprete per la televisione in diverse serie di successo quali Carabinieri 3, Don Matteo e Il commissario Rex.
Ritorna in teatro come attrice in Finché mamma non ci separi di Diego Ruiz, al teatro dei Satiri e al Teatro Olimpico nella stagione teatrale 2008/09, e nella stagione successiva con Prova orale per membri esterni di Claudio Grimaldi.

## Filmografia

### Cinema
- Carosello napoletano, regia di Ettore Giannini (1954)
- 5 marines per cento ragazze, regia di Mario Mattoli (1961)
- Veneri al sole, regia di Marino Girolami (1965)
- Rita la zanzara, regia di Lina Wertmüller (1966)
- Fellini Satyricon, regia di Federico Fellini (1969)
- Le tue mani sul mio corpo, regia di Brunello Rondi (1970)
- Guardami nuda, regia di Italo Alfaro (1972)
- Decameron nº 3 - Le più belle donne del Boccaccio, regia di Italo Alfaro (1972)
- Il magnate, regia di Giovanni Grimaldi (1973)

### Televisione
- Il giornalino di Gian Burrasca, regia di Lina Wertmüller, 3 episodi (1964-1965)
- Una ragazza come un'altra, regia di Dante Guardamagna – originale televisivo, 13 luglio 1967.
- Addio giovinezza!, regia di Antonello Falqui, 20 e 27 aprile 1968.
- Le inchieste del commissario Maigret, episodio Maigret sotto inchiesta, regia di Mario Landi, 4, 11 e 18 agosto 1968.
- Nero Wolfe, episodio Un incidente di caccia, regia di Giuliana Berlinguer, 13 e 15 luglio 1969.
- Vita col padre, regia di Sandro Bolchi, trasmessa il 24 agosto 1969.
- Una nuova vita, regia di Antonio De Gregorio – originale televisivo, 31 luglio 1970.
- Un affare editoriale, regia di Guglielmo Morandi, 16 marzo 1971.
- Romani de Roma, regia di Piero Panza, 28 agosto 1973.
- I ragazzi di padre Tobia, episodio Dov'è Renzo?, 12 settembre 1973.
- Dal primo momento che ti ho visto, regia di Vito Molinari – terza puntata, 13 marzo 1976.
- Tre casi per Laura C, episodio Dopo la sentenza, regia di Gianpaolo Tescari (2002)
- Carabinieri 3, regia di Raffaele Mertes (2004)
- Don Matteo, episodio 5x13, regia di Elisabetta Marchetti (2006)
- Rex, episodio 2x05, regia di Marco Serafini (2009)

## Teatro

### Attrice
- Enrico '61, di Garinei e Giovannini. Teatro Lirico di Milano, 1961
- Vita col padre, di Howard Lindsay e Russel Crouse, regia di Sandro Bolchi. Teatro Eliseo di Roma, 1968
- Jacopone, di Antonio Lattanzi, Gianni Lo Scalzo e Ruggero Miti, regia di Ruggero Miti. Todi, 1973
- Prudente attesa in città per un arrivo dal mare, di Vanni Ronsisvalle, regia di Vanni Ronsisvalle e Paolo Modugno. Teatro dei Satiri di Roma, 1974
- Ah, l'amore!, regia di Corrado Macchi. Teatro dei Satiri di Roma, 1974
- Medea, adattamento e regia di Pier Paola Bucchi, Roma, Quercia del Tasso, 1979
- Il lutto si addice ad Elettra, di Eugene O'Neill, 1981
- La suocera, di Terenzio, regia di Sergio Bargone. Teatro Flaiano di Roma, 1985
- Finché mamma non ci separi, di Diego Ruiz, regia di Antonio Giuliani. Teatro dei Satiri di Roma, 2007
- Un po’ di fiato… e un pizzico di follia, scritto e ditetto da Pier Paola Bucchi. Teatro dei Satiri di Roma, 2008
- Travolti da un'insolita famiglia, di Stefano Santerini e Luciana Frazzetto, regia di Massimo Milazzo. Teatro L'Arciliuto di Roma, 2010
- Prova orale per membri esterni, testo e regia di Claudio Grimaldi. Teatro dei Satiri di Roma, 2010
- Parlami d'amore, di Philippe Claudel, regia di Claudia Maitan De Seta. Teatro dei Satiri di Roma, 2015
- Scintille. Ovvero l'elogio del sussulto, sei monologhi di Jean-Michel Ribes, regia di Claudia Maitan De Seta. Teatro Stanze segrete di Roma, 2017
- Anna Cappelli, di Annibale Ruccello, regia di Federico Riva. Teatro Petrolini di Roma, 2018
- La fu madre di madame, di Georges Feydeau, regia di Pier Paola Bucchi. Teatro Petrolini di Roma, 2018
- Sono uno dei più cretini... sono Petrolini!, di Claudia Maitan De Seta, regia di Federico Riva. Teatro Petrolini di Roma, 2019

### Coreografa
- Lina Cavalieri Story, di Margiotta e Jesurum, regia di Paola Borboni. Teatro Parnaso di Roma, 1978

### Autrice
- Di Giubileo in Giubileo, ovvero arguzia ed ironia del popolo attraverso i secoli, regia di Pier Paola Bucchi. Teatro dei Satiri di Roma, 2000